# Bumbrlíček
Bumbrlíček je 3. díl 2. řady seriálu Dr. House. Natočeno roku 2005.

## Popis epizody
Příběh vypráví o dvacetiletém Alfredovi, který spadne při opravě krytin ze střechy domu dr. Lisy Cuddyové. Doktoru Houseovi a jeho lidem se nedaří určit diagnózu. Tlačí na ně i právnička nemocnice Stacy, která se obává, že Cuddyová bude muset zaplatit Alfredovi jako odškodné nemalou částku. Alfredovi odumírají prsty na pravé ruce. House chce ruku amputovat, Cuddyová nesouhlasí. Nakonec si House prosadí svou a ruku Alfredovi amputují. Při operaci zjistí, že Alfredovi začal odumírat malíček na levé ruce. House chce Alfreda probudit a donutit ho říct, kam chodí v sobotu večer. Cuddyová mu brání, House se proto obrátí na matku a španělsky se jí ptá. Matka tvrdí, že syn chodí tančit. House ví, že to není pravda, protože slyšel rozhovor Alfreda a jeho mladšího bratra. Ví, že v sobotu večer chodí někam pracovat. Cuddyová jde do terénu a zjistí, že mladší bratr zaskakuje za Alfreda na kohoutích zápasech. Zde se Alfredo nakazil (kvůli svému astmatu byl oslabený a náchylnější k onemocnění). Když Cuddyová volá Housovi, ten ji informuje, že už Alfredovi podal správný lék. Alfredo se uzdraví, doktorce Cuddyové poděkuje za záchranu života. Vzápětí ovšem podá na nemocnici žalobu. Cuddyová s tím nemá problém, nemocnice je totiž pojištěná, počítá tedy s tím, že Alfredovi zaplatí.

## Obsazení
| Postava             | Herecké obsazení    |
| ------------------- | ------------------- |
| Dr. Gregory House   | Hugh Laurie         |
| Dr. Lisa Cuddy      | Lisa Edelstein      |
| Dr. Eric Foreman    | Omar Epps           |
| Dr. James Wilson    | Robert Sean Leonard |
| Dr. Allison Cameron | Jennifer Morrison   |
| Dr. Robert Chase    | Jesse Spencer       |
| Stacy Warnerová     | Sela Ward           |